# Damhimarayee
Damhimarayee – gaun wikas samiti w środkowej części Nepalu w strefie Dźanakpur w dystrykcie Mahottari. Według nepalskiego spisu powszechnego z 2001 roku liczył on 1517 gospodarstw domowych i 9410 mieszkańców (4449 kobiet i 4961 mężczyzn).